# Abtei Fontgombault

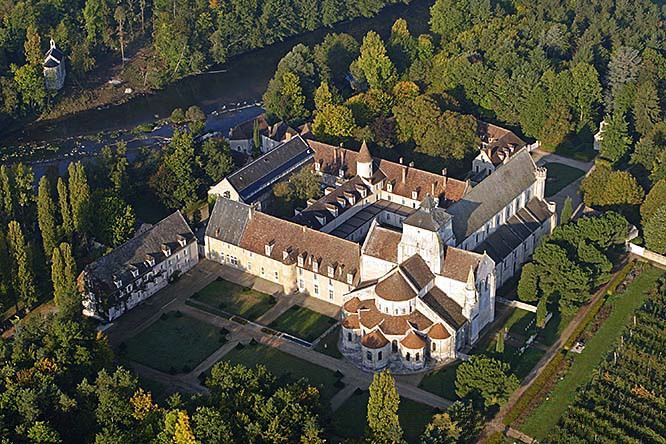
Abtei Fontgombault

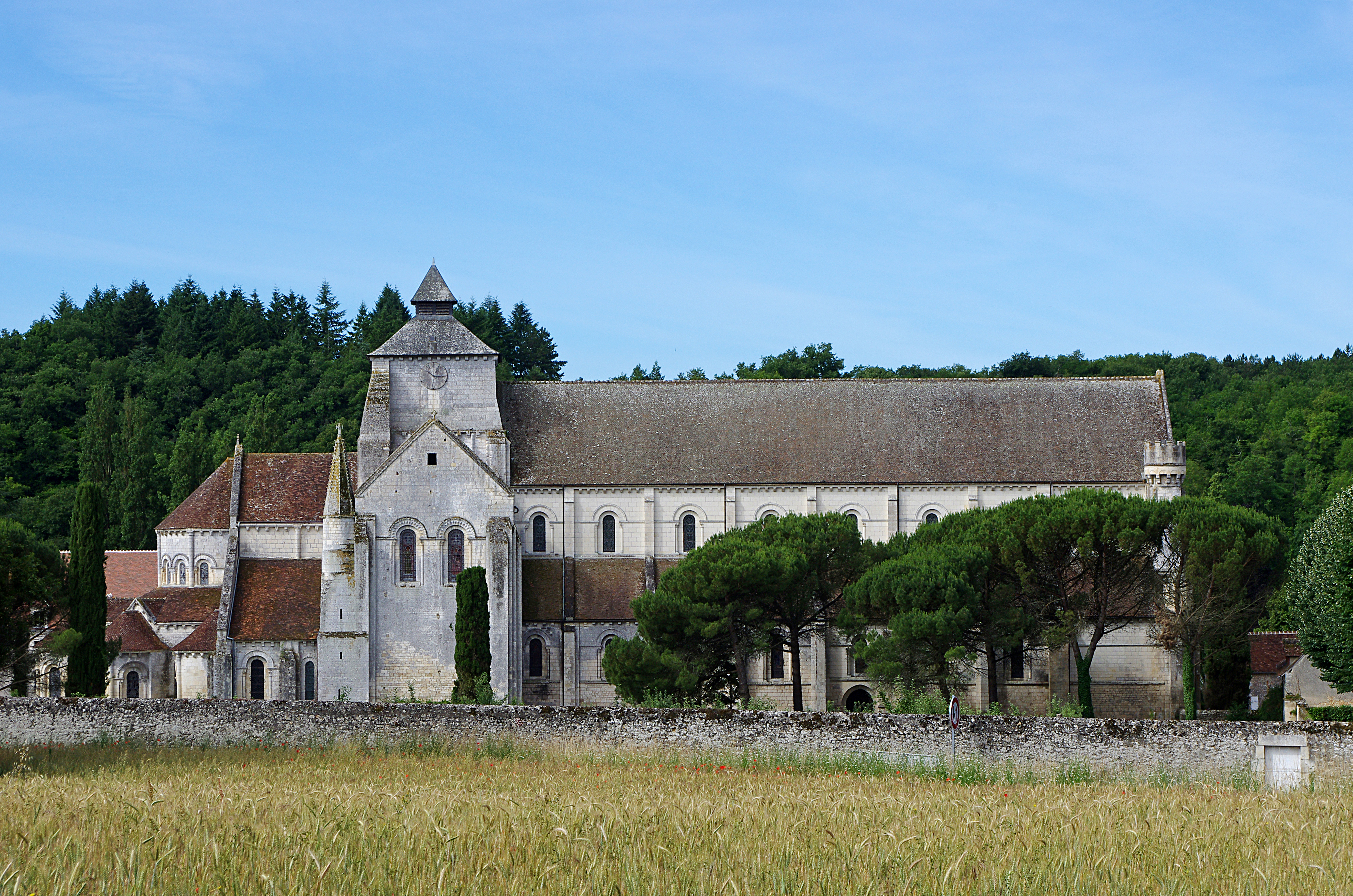
Abteikirche

Die Abtei Fontgombault ist ein französisches Benediktinerkloster in Fontgombault, Département Indre, Erzbistum Bourges. Es wird dem katholischen Traditionalismus zugerechnet. Das 1091 gegründete mittelalterliche Kloster bestand bis in die Zeit der französischen Reformationskriege. Von 1741 bis 1791 befand sich der Komplex im Besitz der Lazaristen, wurde von 1849 bis 1905 von Trappisten bewohnt und gehört seit 1948 wieder zum Benediktinerorden. Die Kirche und Teile der Abteigebäude wurden 1862 bzw. 1934 als Monument historique klassifiziert.

## Geschichte
Laut der Chronik von Maillezais (auch: Chronique de Saint-Maixent) gründete 1091 Petrus a Stella („vom Stern“, französisch: Pierre de l’Étoile, † 1114), ein Gefährte des heiligen Bernhard von Tiron, am Ufer der Creuse das Kloster Fons Gombaldi („Quelle des Gombaldus“), nachdem schon seit 1079 eine Eremitengemeinschaft (darunter Gombaldus und Petrus a Stella) in den Uferhöhlen des Flusses gewohnt hatte. 1569 wurde das Kloster von Calvinisten verwüstet. Ende des 17. Jahrhunderts wiederbesiedelt, gab es 1741 nur noch fünf Mönche, und Fontgombault wurde den Lazaristen überlassen. Nach der Auflösung während der Französischen Revolution wurde das Kloster 1849 durch Trappisten aus dem Kloster Bellefontaine und dem Kloster Melleray neu besiedelt. 1905 kam es zur erneuten Vertreibung der Mönche im Gefolge der Religionsgesetze der Dritten Republik. Die Benediktiner von Solesmes entsandten 1948 Mönche zur Neugründung nach Fontgombault, deren Gemeinschaft bis heute existiert. Das Kloster gehört der Kongregation von Solesmes an und wird von dem traditionalistischen Verein Association Petrus a Stella betreut. Fontgombault gehört neben Le Barroux zu den bekanntesten altritualistischen Klöstern Frankreichs, die eng mit dem französischen Traditionalistenmilieu verbunden sind. Fontgombault feiert seine Messe nicht nach dem Messbuch von 1962, sondern nach dem von 1965.

### Gründungen und Aussendungen
- 1971: Abtei Randol
- 1984: Abtei Triors
- 1994–2009: Abtei Gaussan
  - 2007: Abtei Unsere Liebe Frau von Donezan
- 1999: Abtei Clear Creek
- 2013: Benediktinerabtei Wisques (Aussendung)

### Äbte
- 1953–1962: Édouard Roux
- 1962–1977: Jean Roy
- 1977–2011: Antoine Forgeot (1933–2020[5])
- seit 2011: Jean Pateau (* 1966)

## Der Kirchenbau
Die Kirchenfassade, das Querhaus und der Chor stammen aus dem 12. Jahrhundert und werden von Peugniez für die Reinheit der romanischen Linien gelobt. Speziell den Chor nennt er „majestätisch“. Die Kapitelle sind in ihrer Ausführung von großer Feinheit.

### Handbuchliteratur
- Gallia Christiana, Bd. 2, Spalte 168–169 (mit Äbteliste)
- Leopold Janauschek: Originum Cisterciensium Tomus Primus. Wien 1877, S. LXXV s. v. Fons-Gombaldi.
- Laurent Henri Cottineau: Répertoire topo-bibliographique des abbayes et prieurés. Bd. 1. Protat, Mâcon 1939–1970. Nachdruck: Brepols, Turnhout 1995. Spalte 1189–1190.
- Philippe Méry: Abbayes, prieurés et couvents de France. Editions du Crapaud, La Roche-sur-Yon 2013, S. 160.
- Bernard Peugniez: Le Guide Routier de l’Europe Cistercienne. Editions du Signe, Straßburg 2012, S. 106.